# Samuel Krook
Samuel Krook, född 1661, död 1716, var en svensk matematiker, bror till Nils Lagerkrook.
Krook blev filosofie magister 1688. Han utnämndes till professor i matematik i Pernau 1701 men tillträdde aldrig denna befattning. Krook utgav 1691-1716 almanackor med av honom författade uppsatser av astronomiskt, historiskt och kronologiskt innehåll samt deltog i förarbetena till den svenska kalenderreformen.